# Bruna Parente
Bruna Parente (1 de abril de 2002) es un deportista portuguesa que compite en remo. Ganó una medalla de plata en el Campeonato Mundial de Remo en Sala de 2025, en la prueba de ligero 2000 m.

## Palmarés internacional
| Campeonato Mundial | Campeonato Mundial | Campeonato Mundial | Campeonato Mundial |
| Año                | Lugar              | Medalla            | Prueba             |
| ------------------ | ------------------ | ------------------ | ------------------ |
| 2025               | Sede virtual       | Medalla de plata   | Ligero 2000 m      |